# Józef Kubiak (żołnierz)
Józef Kubiak ps. Paweł (ur. 16 marca 1912 w Ozorkowie, zm. 30 czerwca 1946 w Psarach) – oficer Armii Krajowej, dowódca antykomunistycznej Grupy Dywersyjnej AK „Błyskawica”.

## Życiorys

### Młodość
Był synem Stanisława Kubiaka i Franciszki z domu Sobczyk. Urodzony w Ozorkowie, tam też ukończył szkołę powszechną. Przed wybuchem II wojny światowej pracował jako tkacz w fabryce rodziny Schlösserów. Jednocześnie działał w Organizacji Młodzieży Towarzystwa Uniwersytetu Robotniczego.

### II wojna światowa
Podczas okupacji niemieckiej zajmował się naprawą aparatów radiowych. Jednocześnie uczestniczył w konspiracji Związku Walki Zbrojnej, a następnie AK, przyjmując funkcję szefa łączności w Obwodzie Łęczyca AK („Ogrody”). Posługując się pseudonimem „Paweł” pomagał w komunikacji poszczególnych grup bojowych działających na terenie obwodu, do jego zadań należała także organizacja nowych jednostek zbrojnych. Blisko współpracował z ppor. Edmundem Czerwińskim („Czesław”), komendantem „Ogrodów”. W październiku 1944 roku, gdy doszło do aresztowań członków struktur Obwodu Łęczyca AK, Kubiakowi udało się uniknąć zatrzymania. Ukrywał się  w Łodzi do czasu przejęcia miasta przez oddziały Armii Czerwonej.

### Konspiracja antysowiecka
W styczniu 1945 podjął pracę urzędniczą w Gminnej Radzie Narodowej w Chociszewie (powiat Łęczyca). Jednakże z racji przynależności do AK – już na wiosnę został aresztowany przez Urząd Bezpieczeństwa Publicznego w Łęczycy, który przekazał go w ręce NKWD. Po udanej ucieczce, od kwietnia 1945 roku ponownie ukrywał się w Łodzi. Podjął wówczas próbę odbudowy struktur AK w Łęczycy, a następnie włączył się w działania dywersyjnej grupy działającej pod nazwą Grupa Egzekucyjna AK „Błyskawica”. Dziesięcioosobowym oddziałem partyzantów dowodził sierż. Marian Grabski („Spec”). Kubiak został jego zastępcą. Oddział uległ likwidacji w pierwszych dniach września 1945 roku, do czego przyczynił się wprowadzony w jego szeregi agent Urzędu Bezpieczeństwa. Kubiakowi udało się uniknąć zatrzymania i w następnym miesiącu przyłączył się do grupy partyzanckiej Eugeniusza Kokolskiego  (ps. „Groźny”). „Paweł” brał udział w licznych akcjach rozbijania i rozbrajania posterunków MO w powiecie Łęczyckim: w Chociszewie (16 października 1945 roku), Dalikowie (20 października 1945 roku), Puczniewie (24 października 1945 roku), a także w Bielawach (powiat Łowicz, 29 października 1945 roku), Zakrzewiu (powiat Turek, 4 listopada 1945 roku), Kowalach Pańskich (powiat Turek, 23 listopada 1945 roku).
6 grudnia 1945 roku oddział „Groźnego” został podzielony. Za prawdopodobną przyczynę można uznać brak porozumienia między jego dowódcą a „Pawłem”. Komendę nad reaktywowaną Grupą Egzekucyjną AK „Błyskawica” (częściej funkcjonowała nazwa Grupa Dywersyjna AK „Błyskawica”) objął Kubiak. Jego oddział liczył wówczas około 20 osób i był aktywny głównie na terenach powiatów: tureckiego, łęczyckiego, łowickiego i sieradzkiego.
Oddział „Pawła” Kubiaka zajmował się także intensywną działalnością informacyjną. Kolportował własny „Biuletyn Informacyjny Grupy Dywersyjnej AK «Błyskawica»”.
W kwietniu 1946 roku Kubiak podporządkował swój oddział strukturom Konspiracyjnego Wojska Polskiego w powiecie sieradzkim (krypt. „Młockarnia”), którymi dowodził Władysław Bobrowski ps. „Wiktor”.

### Śmierć
„Paweł” został zastrzelony 30 czerwca 1946 roku w Psarach w wyniku zasadzki zorganizowanej przez Informację Wojska Polskiego. Miejsce jego pochówku jest nieznane. Wiadomo jedynie, że ciało Kubiaka zostało przewiezione do gmachu Oddziału Informacji WP w Łodzi, gdzie je fotografowano.

### Życie prywatne
Józef Kubiak nie założył własnej rodziny. Jego siostra Stanisława – łączniczka AK z czasów okupacji niemieckiej – została skazana 29 września 1945 roku przez WSR w Łodzi za pomoc bratu na karę 5 lat więzienia.

## Upamiętnienie
Postanowieniem prezydenta RP Andrzeja Dudy z 4 sierpnia 2016 roku Józef Kubiak został pośmiertnie odznaczony Krzyżem Komandorskim Orderu Odrodzenia Polski .